# Mathias Kappil

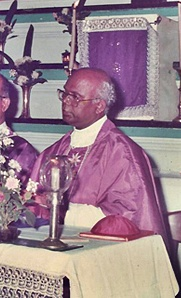
Bischof Mathias Kappil, 1987

Mathias Kappil (* 21. Januar 1928 in Koduvila (Kallada), Kollam, Bundesstaat Kerala, Indien; † 24. Februar 2007 in Kottayam, Bundesstaat Kerala) war Bischof von Punalur in Indien.

## Leben
Er stammte aus Kallada im Bistum Quilon und war das älteste von 12 Kindern der Eheleute Pathrose und Ramnesia.
Mathias Kappil empfing am 7. Dezember 1954 die Priesterweihe in Rom. 1985 wurde er von Johannes Paul II. zum ersten Bischof des neu gegründeten Bistums Punalur bestellt. Zuvor amtierte er bereits 12 Jahre als Pfarrer dieser Stadt, die damals zur Diözese Quilon gehörte. 2005 wurde seinem Rücktrittsgesuch stattgegeben.
Er starb im Holy Cross Hospital, Kottayam.